# مديرية شهارة

تعديل مصدري - تعديل

مديرية شهارة إحدى مديريات محافظة عمران في اليمن. بلغ عدد سكانها 43738 نسمة عام 2004. تضم أربع عزل: سيران الغربي، سيران الشرقي، ذري، مركز المديرية مدينة شهار.
وهي تعد مدينة اثرية تجلب اليها الكثير من السواح لامتلاكها الجسر الذي يربط بين الشهارتين شهارة الفيش وشهارة الأمير ويعتبر الجسر هو الطريق الرئيسي لشهارة الفيش ويعود تاريخة لاكثر من 400 سنة

موقع مديرية شهارة في محافظة عمران